# Gérard Mégie
Gérard Mégie, né le 1er juin 1946 à Paris et mort le 5 juin 2004 à Paris, est un chercheur français spécialiste de l'atmosphère et du climat et président du Centre national de la recherche scientifique (CNRS) de 2000 à 2004.

## Parcours scientifique
En 1965, il est admis à l'École polytechnique. De 1968 à 1974, il est boursier de recherche au CNES, période durant laquelle il approfondit ses travaux en sciences spatiales.
Entre 1974 et 1988, il occupe plusieurs postes au CNRS, successivement en tant qu'attaché, chargé, maître, puis directeur de recherche. Il obtient le titre de docteur ès sciences en 1976.
En 1988, il est nommé professeur à l'Université Pierre-et-Marie-Curie. Dix ans plus tard, en 1998, il devient membre de l'Institut universitaire de France.
De 1996 à 2000, il dirige le Service d'aéronomie, une structure conjointe entre le CNRS, l'Université Pierre-et-Marie-Curie et l'Université de Versailles-Saint-Quentin-en-Yvelines. Durant cette même période, de 1991 à 2000, il est directeur de l'Institut Pierre-Simon-Laplace, une organisation qu'il avait lui-même créée pour étudier les sciences de l'environnement global.
Il a également œuvré pour le climat dans des instances européennes et internationales, par exemple en tant que président de la Commission internationale de l'ozone du conseil scientifique des unions internationales (ICSU) entre 1988 et 1996, en tant que membre du Comité scientifique pour l'observation de la Terre de l'Agence spatiale européenne entre 1994 et 1999, mais aussi en assurant la coordination des rapports internationaux sur l'état de la couche d'ozone stratosphérique de 1998 à 2002.
En 2002, il est élu membre de l'Académie des sciences, une reconnaissance majeure de sa contribution scientifique. Enfin, de 2000 à 2004, il exerce les fonctions de Président du CNRS.
Il décède le 5 juin 2004 à la suite d'une longue maladie.

## Distinctions
Gérard Mégie a été distingué par de nombreux prix et récompenses tout au long de sa carrière scientifique. Il a reçu la Médaille d'argent du CNRS en 1987, le Grand Prix de l'Union internationale des associations de prévention de la pollution atmosphérique en 1991, ainsi que le "Grand Prix du Commissariat à l'Énergie Atomique" décerné par l'Académie des sciences en 2001. En 2004, ses contributions ont été honorées par la Médaille Alfred Wegener de l'Union européenne des géosciences.
Membre de l'Académie des sciences depuis 2002, il siégeait également dans plusieurs autres académies scientifiques nationales et internationales. Gérard Mégie est chevalier de l'Ordre du Mérite (1990) et de l'Ordre national de la Légion d'honneur (2001).

## Hommages
L'ensemble de bâtiments du CNRS situé 3 rue Michel-Ange (16e arrondissement de Paris) porte le nom de « campus Gérard-Mégie ».
Le bâtiment d'aéronomie de l'Observatoire de Haute-Provence, qui a hébergé les premiers lidars atmosphériques, porte le nom station Gérard-Mégie.
Depuis 2005, l'Académie des Sciences décerne  le prix Gérard-Mégie, récompensant un chercheur ou une équipe pour des travaux de recherche dans le domaine des sciences de l'atmosphère, de l'océan, de la cryosphère et de leurs interactions.